# Liste der Bodendenkmale in Achim (Landkreis Verden)
In der Liste der Bodendenkmale in Achim sind die Bodendenkmale der niedersächsischen Gemeinde Achim (Landkreis Verden) aufgeführt. Die Quelle ist der Denkmalatlas Niedersachsen. 

Achim im Landkreis Verden

Der Stand der Liste ist der 29. Dezember 2024.

## Allgemein
In den Spalten finden sich folgende Informationen des Bodendenkmales:
Lagegeographische Koordinaten
BezeichnungBezeichnung lt. Denkmalatlas
BeschreibungBeschreibung lt. Denkmalatlas
IDObjekt-ID
BildBild, ggf. zusätzlich mit Link zu weiteren Fotos im Medienarchiv Wikimedia Commons.

## Achim
| Lage                      | Bezeichnung          | Beschreibung | ID       | Bild |
| ------------------------- | -------------------- | --- | -------- | ---- |
| 53° 1′ 33″ N, 9° 3′ 18″ O | Achim 7, Gut Borstel | Auch als Mandelsenborstel bekannt, liegt nahe der Alten Heerstraße südöstlich des alten Ortskerns Borstel. Ihren Namen erhielt die Anlage nach dem Geschlecht derer von Mandelsloh, die im 16./17. Jh. Besitzer waren. Als erster Besitzer wird 1519 Conrad oder Cord von Mandelsloh erwähnt. Vermutlich 1820–25 erfolgte dann der Abriss der Anlage. Einst führte eine Zugbrücke über den heute noch erhaltenen viereckigen Wassergraben, der das Gutshaus umgab. | 32199481 | BW   |

## Baden
| Lage                       | Bezeichnung         | Beschreibung | ID       | Bild |
| -------------------------- | ------------------- | --- | -------- | ---- |
| 53° 0′ 41″ N, 9° 6′ 0″ O   | Baden 2, Grabhügel  | Länglich, Länge ca. 22 m, Breite ca. 18 m sowie Höhe ca. 1 m. | 32201847 | BW   |
| 53° 0′ 35″ N, 9° 6′ 20″ O  | Baden 5, Grabhügel  | Durchmesser ca. 11 m und Höhe ca. 1 m. | 32199499 | BW   |
| 53° 0′ 1″ N, 9° 4′ 10″ O   | Baden 21, Grabhügel | Durchmesser ca. 10 m und Höhe ca. 0,6 m. | 32602791 | BW   |
| 52° 59′ 53″ N, 9° 3′ 49″ O | Baden 34, Hünenburg | Auch als „Alte Schanze“ oder „Schwedenschanze“ bezeichnet. Der halbovale Wall umschließt eine relativ kleine Innenfläche von ca. 35 × 80 m, stellt aber mit einer Breite von 25 m und eine Höhe von 4,5 m die beeindruckendste Burganlage im Landkreis Verden dar; der vorgelagerte Graben ist 14 – 15 m breit und 2,5 m tief. Archivalische Quellen legen nahe, dass es in den nördlich anschließenden Gärten einen Vorwall gegeben haben könnte, der heute aber abgetragen ist. | 32602791 | BW   |

### Baden 3
- ID:32201864
- Grabhügelfeld.

| Lage                      | Bezeichnung | Beschreibung                                                                        | ID       | Bild |
| ------------------------- | ----------- | ----------------------------------------------------------------------------------- | -------- | ---- |
| 53° 0′ 43″ N, 9° 6′ 6″ O  | Baden 3     | Durchmesser ca. 22 m und Höhe ca. 2 m.                                              | 32199482 | BW   |
| 53° 0′ 43″ N, 9° 6′ 10″ O | Baden 4     | Durchmesser ehemals ca. 16 – 17 m und Höhe ca. 1 m, mit einer zentralen Vertiefung. | 32199483 | BW   |
| 53° 0′ 48″ N, 9° 6′ 7″ O  | Baden 10    | Durchmesser ca. 9 m und Höhe ca. 1,25 m.                                            | 32201714 | BW   |
| 53° 0′ 48″ N, 9° 6′ 12″ O | Baden 11    | Durchmesser ca. 18 m und Höhe ca. 1 m.                                              | 32201851 | BW   |
| 53° 0′ 47″ N, 9° 6′ 14″ O | Baden 12    | Durchmesser ca. 19 m und Höhe ca. 1,25 m.                                           | 32201852 | BW   |
| 53° 0′ 46″ N, 9° 6′ 11″ O | Baden 13    | Durchmesser ca. 13 m und Höhe ca. 1,4 m, von Weg durchschnitten.                    | 32201853 | BW   |
| 53° 0′ 44″ N, 9° 6′ 11″ O | Baden 14    | Durchmesser ca. 16 m und Höhe ca. 1,2 m.                                            | 32201976 | BW   |
| 53° 0′ 44″ N, 9° 6′ 14″ O | Baden 15    | Durchmesser ca. 18 m und Höhe ca. 1,2 m.                                            | 32201977 | BW   |

## Bierden
| Lage                        | Bezeichnung       | Beschreibung | ID       | Bild |
| --------------------------- | ----------------- | --- | -------- | ---- |
| 53° 0′ 35″ N, 8° 58′ 42″ O  | Bierden 23, Deich | Bei Klüverswerder liegt am Nordufer der Weser ein Altdeich, der bereits in der Kurhannoverschen Landesaufnahme von 1773, Blatt 36, verzeichnet wurde und unter der modernen Deichaufschüttung noch vorhanden ist. Ehemalige Länge ca. 1,2 km, wobei sich der Deich im Westen in der Gemarkung Bollen fortsetzt. Höhe bis zu 4 m und Breite bis zu 20 m. Ein mittlerer Abschnitt wurde 2006 auf einer Länge von ca. 270 m abgetragen und dabei archäologisch beobachtet. Der Kerndeich bestand aus Sand und war 10 m breit und 2 m hoch erhalten. Nach einer möglichen Flutlehmschicht von 0,5 m Mächtigkeit wurde der Kerndeich mindestens zweimal mit Lagen aus Sand und Lehm erhöht. - Teilstück ID: 36899548 - Teilstück ID: 36899560 - Teilstück ID: 36899560 | 32602849 | BW   |
| 52° 59′ 32″ N, 8° 59′ 25″ O | Bierden 28, Deich | Südwestlich der Stadt Achim liegt an der Weserschleife im Süden ein Altdeich, der bereits in der Kurhannoverschen Landesaufnahme von 1773, Blatt 36 verzeichnet und unter der modernen Deichaufschüttung noch vorhanden ist. Ehemalige Länge ca. 2,8 km, wobei der Deich im Nordwesten in benachbarten Gemarkungen fortgesetzt wird. Höhe bis zu 1,3 m und Breite bis zu 12 m. Damit ist der Altdeich sicher als verschliffen anzusprechen. Teilbereiche im Südosten und Nordosten wurden über einer Länge von ca. 1 km komplett abgetragen. - Teilstück ID: 36897919 - Teilstück ID: 36897952 - Teilstück ID: 36897966 - Teilstück ID: 36897978 - Teilstück ID: 36897997                                                                                         | 32602853 | BW   |

## Bollen
| Lage                       | Bezeichnung     | Beschreibung | ID       | Bild |
| -------------------------- | --------------- | --- | -------- | ---- |
| 53° 0′ 13″ N, 8° 57′ 15″ O | Bollen 1, Deich | Südlich an die Ortschaft Bollen, Stadt Achim, angrenzend liegt ein Altdeich, der sich zwischen Bollener Grummenstreek im Westen und Clüverswerder im Osten erstreckt. Der Altdeich wurde bereits in der Kurhannoverschen Landesaufnahme von 1773, Blatt 35 und 36, verzeichnet und ist noch unter der modernen Deichaufschüttung vorhanden. Ehemalige Länge ca. 4 km, wobei sich der Deich im Westen Richtung Bremen fortsetzt. Erstmals 1369 genannt (Erhardt/Fischer 2018, 97). - Teilstück ID: 36899464 | 32602849 | BW   |